# 鈴川貫一
鈴川 貫一（すずかわ かんいち、1883年（明治16年）11月24日 - 1963年（昭和38年）1月22日）は、日本の電気技術者、実業家。中国配電（現・中国電力）社長。鈴川合資会社代表社員。

## 経歴
広島県・鈴川源三郎の男。段原村（のちの段原町）生まれ。1885年、家督を相続する。広島一中から1902年に岡山第六高等学校に入学、1906年に二部甲類を卒業。1909年、京都帝国大学工科大学電気工学科卒業。
旧鹿児島藩の島津家が経営する芹ヶ野金山に赴任、島津公爵家電気事業主任技師となる。1912年、広島呉電力技師長、支配人、取締役、広島電気取締役、技師長、支配人、常務取締役を経て副社長。
また木ノ江電気、境電気、東洋合成化学工業、瀬戸内海横断電力、広電証券、中国塗料、太田川水力各取締役、白石工業、日本電熱器製造各監査役等を務めた。1944年、緑綬褒章を受章。戦後、公職追放となった。

## 人物
俊敏穏健な努力家で、副社長の時代から社内外の事務をほとんど一人で切り回し、全く広島電気を背負って立っていた観があった。多年守屋義之社長を助けた。守屋が社長勇退と同時に鈴川が社長になった。
処世の信条は、敬天愛人。趣味は書画、骨董。宗教は真宗。広島市段原町に在籍。住所は広島市段原町、同市比治山本町。族籍は広島県平民だった。

## 家族・親族
鈴川家
家系について、『広島財界今昔物語』によると「生家は福島正則にしたがって尾張清洲からこの地に移り、段原町に居を構えた草分けの旧家である」という。『広島県誌』によると「鈴川家の祖先は福島正則が芸州藩主として来広し、比治山に多聞院を建立した時、院主と共に来た。段原に居を構えた草分けの旧家であり、以来、農、庄屋、戸長、三等郵便局長の職にある」という。
- 父・源三郎（1858年[5] - ?、鋳造家、段原郵便局長[9]） - 父・源三郎は明治維新当時は区長として公共に尽くし、壮年の頃は鋳造家として活動し、また段原郵便局長を務めた[9]。
- 母・カネ（1867年 - ?、広島、吉田三右衛門の長女）[5]
- 養妹（1912年 - ?、旧姓・杉野）[16]
- 妻・キミ（1890年 - ?、広島、中田與兵衛の長女）[5]
- 養子・昌造（1903年 - ?、東洋合成化学工業監査役[17]、旧姓・竹尾）[18]
  - 同妻・光子（1912年 - ?、広島、中田信一の長女、鈴川貫一の養子）[18]
  - 同長男[18]
  - 同二男[18]
  - 同三男[18]
- 孫[18]